# Nidec ASI
Nidec ASI è una multinazionale italiana con sede a Cinisello Balsamo. Nasce nel 2013 con l'acquisizione di Ansaldo Sistemi Industriali da parte di Nidec. Operante nel settore elettrotecnico, progetta e produce motori e generatori elettrici, elettronica di potenza e sistemi di controllo ed automazione per applicazioni industriali.

## Settori
Nidec ASI opera nei seguenti settori di mercato:
- Petrolio & Gas
- Siderurgia
- Energie Rinnovabili
- Energia Convenzionale
- Risorse marine
- Industria pesante come la  movimentazione merci, industria della gomma, settore minerario, cementifici e sistemi a fune

Nidec ASI produce motori e generatori elettrici in media tensione, invertitori in bassa e media tensione, elettronica di potenza per alimentazione elettrica e Qualità dell'energia e sviluppa sistemi di controllo e automazione con piattaforma proprietaria.

## Competenze e progetti significativi
- Energy – Nuclear fusion for Japan Atomic Energy Agency[1]
- Energy – Smart microgrid, Ollegue, Chile[2]
- Marine – Retrofitting della nave militare Amerigo Vespucci[3]
- Marine – Nave elettrica Liuto, ZEB[4]
- Power Supply – ship to shore Porto di Livorno[5]
- Metals – Yichang Cold Rolling Mill[6]

## Presenza geografica
Nidec ASI, con sede legale a Milano in Italia, è presente con società controllate in Francia, Germania, Romania, Russia, Cina, Giappone e Stati Uniti.

## Storia e siti produttivi
Nidec ASI S.p.A (ex Ansaldo Sistemi Industriali – ex società Finmeccanica) ceduta al gruppo giapponese Nidec, condivide la propria storia e le proprie radici con quella ultracentenaria di Ansaldo, storica azienda italiana, sorta a Sampierdarena (quartiere di Genova) nel 1853 con la ragione sociale di Gio. Ansaldo & C. società in accomandita semplice, confluita poi nel 1993 nel gruppo Finmeccanica. L'attuale know-how di Nidec ASI quindi affonda le sue origini in oltre 150 anni di impegno ed innovazione nella progettazione di macchine elettriche rotanti, elettronica di potenza e dell'automazione industriale.
- 1853: Viene fondata la Giò Ansaldo & Co. a Genova. Con gli anni l'azienda si sviluppa in 3 aree di business: trasporti, energia, industria.
- 1899: Ansaldo inaugura il suo stabilimento Elettrotecnico a Genova, dal quale deriva l'attuale Ansaldo Sistemi Industriali.
- 1950: Ansaldo diventa una società parzialmente statale.
- 1989-1995: Inizia un periodo di grande espansione per la divisione industriale di Ansaldo: l'acquisizione di Hill Graham Controls (UK), Ross Hill Controls (US) & Loire Automation.
- 2000: Ansaldo Sistemi Industriali (ASI), la divisione industriale di Ansaldo, viene privatizzata e comincia la collaborazione con Robicon (USA) con il nome di ASIRobicon. Ansaldo Sistemi Industriali cambia il suo nome in ASIRobicon SpA.
- 2005: ASI termina la collaborazione con Robicon e l'azienda diventa “a Lynn Tilton Company”.
- 2006: ASIRobicon SpA torna ad essere Ansaldo Sistemi Industriali SpA.
- 2012: Ansaldo Sistemi Industriali SpA entra a far parte di NIDEC Corporation, Gruppo multinazionale giapponese quotato al Nikkei e NYSE e diventa Nidec ASI S.p.A.
- 2013: Nidec acquista Ansaldo Sistemi Industriali SpA. e diventa Nidec ASI S.p.A. Giovanni Barra, attuale Amministratore Delegato, assume inizialmente l'incarico di Chief Operating Officer di Nidec-ASI SpA e nel 2014 viene nominato CEO, come successore di Claudio Andrea Gemme.

### I siti produttivi
- Monfalcone – produzione di macchine elettriche rotanti: nato all'interno del Cantiere Navale Triestino come Officine Elettromeccaniche Triestine (OET), la fabbrica viene spostata nel sito attuale nel 1960. All'inaugurazione della nuova fabbrica partecipò anche il Presidente della Repubblica Antonio Segni. Grazie alla sua struttura flessibile e alla sua ampia sala prove, il sito di Monfalcone può gestire la produzione di macchine elettriche rotanti di grandi dimensioni.
- Milano – produzione di elettronica di potenza: il sito di Milano risale al 1899 quando nasce lo stabilimento Elettrotecnico del Gruppo Ansaldo. "L'elettricismo - dice l'opuscolo che ne annuncia la nascita - è l'industria principale dell'avvenire". Il sito di Milano è dedicato alla fabbricazione di Convertitori in Media Tensione, sistemi di eccitazione e sistemi Power Quality.
- Montebello Vicentino – produzione di inverter in bassa tensione, quadri e sistemi di automazione: il sito di Montebello Vicentino è specializzato nella produzione di Inverter in bassa tensione nonché nella produzione di quadri elettrici per l'automazione e il mercato delle energie rinnovabili. Nel sito era presente un prototipo perfettamente funzionante di una micro rete intelligente (energy micro grid) connessa ad un sistema di pannelli solari e stoccaggio dell'energia. All'interno del sito vengono sviluppati anche i sistemi di automazione per il mercato siderurgico e il mondo industriale.
- Genova – produzione di sistemi di automazione: il sito di Genova rappresenta il nucleo storico di Nidec ASI S.p.A. Il sito è specializzato nella progettazione e messa in servizio di sistemi di automazione per impianti siderurgici nonché nella progettazione di sistemi Power Quality e Power Supply.